# Bethina Petit-Frère
Bethina Petit-Frère, née le 1er août 2003 à Léogâne à Haïti, est une footballeuse internationale haïtienne, qui joue au poste d'arrière droit au Stade brestois 29.

## Biographie

### Carrière en club
Bethina Petit-Frère naît le 1er août 2003 à Léogâne.
En novembre 2021, elle effectue un essai en stage aux Girondins de Bordeaux (D1 Arkema) sans succès mais est repérée par le club français du Stade brestois 29 qui l'engage en décembre 2021,.

### En sélection
Elle fait partie de l'équipe d'Haïti disputant le Championnat féminin de la CONCACAF 2022.
Elle dispute ensuite la Coupe du monde 2023. Elle est titulaire au poste d'arrière droit lors du premier match de l'histoire de la sélection dans cette compétition, contre l'Angleterre (défaite 1-0).

### Statistiques détaillées
| Saison                | Club                  | Championnat           | Championnat | Championnat | Coupe(s) nationale(s) | Coupe(s) nationale(s) | Haïti | Haïti | Total | Total |
| Saison                | Club                  | Division              | M.          | B.          | M.                    | B.                    | M.    | B.    | M.    | B.    |
| 2021-2022             | Stade brestois 29     | Division 2            | 10          | 0           | -                     | -                     | 2     | 0     | 12    | 0     |
| 2022-2023             | Stade brestois 29     | Division 2            | 21          | 0           | -                     | -                     | 8     | 0     | 29    | 0     |
| 2023-2024             | Stade brestois 29     | Division 2            | -           | -           | -                     | -                     | 5     | 0     | 5     | 0     |
| Total sur la carrière | Total sur la carrière | Total sur la carrière | 31          | 0           | -                     | -                     | 15    | 0     | 46    | 0     |

### En sélection

#### Matchs internationaux
Le tableau suivant liste les rencontres de l'équipe d'Haïti dans lesquelles Bethina Petit-Frère a été sélectionnée depuis le 9 avril 2022 jusqu'à présent.